# Hans Luther (botaniker)

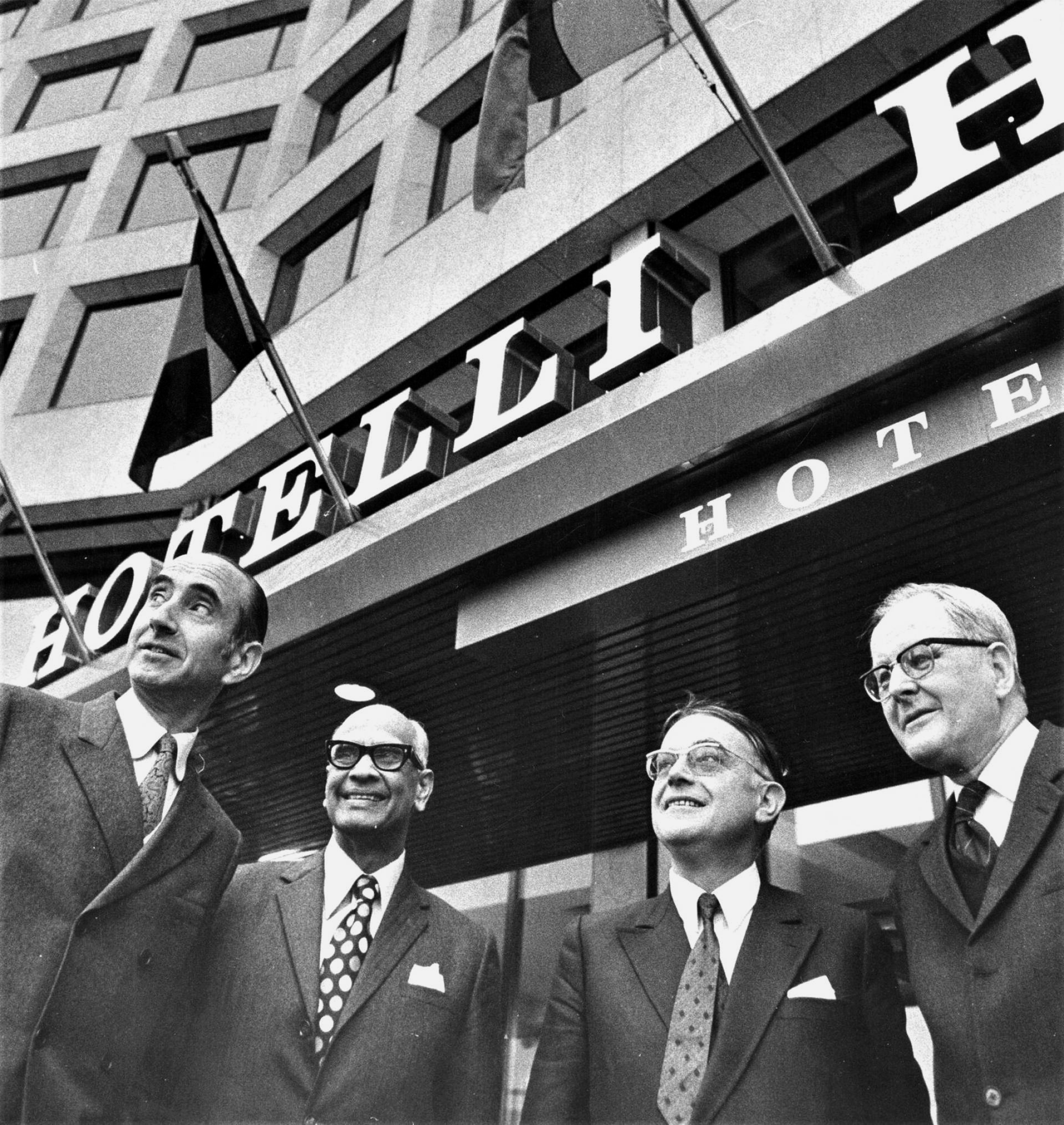
Hans Luther (till höger) med andra vetenskapsmän år 1972.

Hans Edmund Luther, född 2 juli 1915 i Helsingfors, död där 9 juni 1982, var en finländsk botaniker. Han var  son till Alexander Luther. 
Luther blev student 1933, filosofie kandidat 1943, filosofie magister 1950, filosofie licentiat 1951 och filosofie doktor 1960. Han var assistent i botanik 1951–1961, docent i botanik 1951–1961 och innehade 1961–1978 den svenskspråkiga professuren i detta ämne vid Helsingfors universitet. Han var nordisk docentstipendiat vid Uppsala universitet 1952–1953 och docent vid Växtbiologiska institutionen där 1953–1954. 
Luther undersökte de högre vattenväxternas utbredning och ekologi i brackvatten i Pojoviken-Tvärminneområdet samt alger, växternas spridningsmöjligheter och människans inverkan på växtvärlden. Luther arbetade såväl nationellt som internationellt inom naturskyddet. Han var styrelsemedlem i Internationella naturskyddsunionen 1956–1981, ordförande för Finska Vetenskaps-Societeten 1980–1981 och för Finlands IBP (International Biological Programme) 1967–1972. Han blev korresponderande ledamot av Svenska växtgeografiska sällskapet 1954, av Kungliga Vetenskapssamhället i Uppsala 1957, av Istituto veneto di scienze, lettere ed arti 1963 och ledamot av Finska Vetenskaps-Societeten 1955.